# Jackie Willmott
Jacquelene „Jackie“ Willmott (* 19. März 1965) ist eine ehemalige britische Schwimmerin. Sie gewann bei Weltmeisterschaften eine Silbermedaille und bei Europameisterschaften zwei Bronzemedaillen. Bei Commonwealth Games erschwamm sie je einmal Gold, Silber und Bronze.

## Karriere
Jackie Willmotts internationale Karriere begann bei den Olympischen Spielen 1980 in Moskau, wo sie auf allen vier Freistilstrecken antrat. Über 100 Meter Freistil schwamm Willmott die 12. Vorlaufzeit. Auf der 400-Meter-Strecke wurde sie in den Vorläufen 15. unter 19 Teilnehmerinnen. Es folgte die 18. Vorlaufzeit über 200 Meter Freistil. Schließlich wurde sie über 800 Meter Freistil 10. unter 14 Teilnehmerinnen. Zum Abschluss der Schwimmwettbewerbe schlug die 4-mal-100-Meter-Freistilstaffel mit Sharron Davies, Kaye Lovatt, Jackie Willmott und June Croft als vierte Staffel an, die Britinnen hatten über zwei Sekunden Rückstand auf die drittplatzierten Niederländerinnen.
Bei den Europameisterschaften 1981 in Split siegten über 400 Meter Freistil Ines Diers und Carmela Schmidt aus der DDR mit über sechs Sekunden Vorsprung auf Willmott, die 0,23 Sekunden vor der Westdeutschen Ina Beyermann die Bronzemedaille gewann. Über 800 Meter Freistil gewann Schmidt vor Diers, vier Sekunden dahinter wurde Willmott Dritte mit fast sieben Sekunden Vorsprung auf die Viertplatzierte. Im Jahr darauf bei den Weltmeisterschaften in Guayaquil gewann Kim Linehan aus den Vereinigten Staaten die 800 Meter Freistil mit fünf Sekunden Vorsprung vor Willmott, die ihrerseits eine Sekunde Vorsprung vor Carmela Schmidt auf dem Bronzerang herausschwamm. Willmott qualifizierte sich auch für das Finale über 400 Meter Freistil, trat aber nicht zum Endlauf an. Mit der britischen 4-mal-100-Meter-Freistilstaffel verpasste Willmott als Vorlaufneunte knapp den Finaleinzug. Zwei Monate später bei den Commonwealth Games 1982 in Brisbane gewann Willmott drei Medaillen. Über 800 Meter Freistil wurde sie Dritte hinter den Australierinnen Tracey Wickham und Michelle Ford. Über 400 Meter Freistil gewann Wickham vor Wilmmott und June Croft. Die englische 4-mal-100-Meter-Freistilstaffel mit Debra Gore, Jackie Willmott, June Croft und Nicola Fibbens siegte vor den Schottinnen. 1983 erreichte Jackie Willmott bei den Europameisterschaften in Rom den achten Platz über 400 Meter Freistil.

## Familie
Jackies Schwester Carrie Willmott, ihr Bruder Stuart Willmott und dessen Tochter Aimee Willmott nahmen ebenfalls an olympischen Schwimmwettbewerben teil.